# بايرون بيردسال
بايرون بيردسال (بالإنجليزية: Byron Birdsall)‏ هو رسام أمريكي، ولد في 18 ديسمبر 1937 في باكيي في الولايات المتحدة، وتوفي في 4 ديسمبر 2016 في أنكوريج في الولايات المتحدة.